# Hosokawa Tadaoki

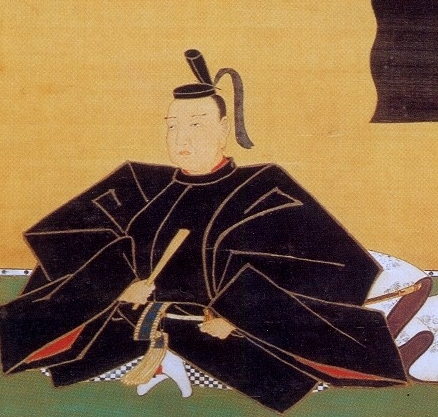
Hosokawa Tadaoki

Hosokawa Tadaoki ( 細川忠興, 28 de novembro de 1563 – 18 de janeiro de 1646) foi um samurai japonês do período Sengoku. Ele era filho de Hosokawa Fujitaka com Numata Jako e marido de uma famosa cristã convertida (Kirishitan), Hosokawa Gracia. Durante a maior parte de sua vida, ele recebeu o nome de Nagaoka Tadaoki, que havia sido adotado por seu pai e era parente de uma cidade que estava em seu domínio. Pouco depois da vitória em Sekigahara, Nagaoka Tadaoki voltou a usar seu nome original Hosokawa Tadaoki

## Biografia
Tadaoki foi o mais velho dos filhos de Hosokawa Fujitaka e lutou pela primeira vez os quinze anos a serviço de Oda Nobunaga. Seu filho foi Hosokawa Tadatoshi. Casou com uma das filhas de Akechi Mitsuhide. Em 1582, quando Mitsuhide traiu  Nobunaga durante o Incidente de Honnō-ji, este buscou o seu apoio porém foi negado, sendo posteriormente derrotado durante a Batalha de Yamazaki.
Tadaoki esteve presente no bando de Toyotomi Hideyoshi durante a Batalha de Komaki e Nagakute (1584) e na Campanha de Odawara em 1590, onde participou do cerco de Nirayama. Durante a década de 1590 fez amizade com Tokugawa Ieyasu, e se aliou ao seu exército durante a Batalha de Sekigahara em 1600 contra as tropas de Ishida Mitsunari. Depois da batalha foi recompensado com um feudo avaliado em 370.000 Koku. 
Tadaoki esteve também presente durante o cerco de Osaka (1614-1615), morrendo finalmente em 1646.